# César Saucedo
César Enrique Saucedo Sánchez (La Libertad, 23 de septiembre de 1941) es un militar en situación de retiro y político peruano. Fue ministro del Interior y ministro de Defensa durante el gobierno de Alberto Fujimori.

## Biografía
Nació en septiembre de 1941 en la localidad de Casa Grande, distrito de Chocope, departamento de La Libertad (Perú). Ingresó a la Escuela Militar de Chorrillos y egresó el 1 de enero de 1965 como subteniente de Infantería, en la 67 promoción "Sargento Mayor Armando Blondet".
En 1992 fue nombrado Jefe de la División Blindada del Ejército, unidad decisiva del ejército en el período de máximo autoritarismo del presidente Alberto Fujimori
En enero de 1997 asumió la Comandancia General de la Segunda Región Militar, con sede en Lima. 
El 19 de abril de 1997, Alberto Fujimori lo nombró Ministro del Interior, cargo que desempeñó hasta julio del mismo año.
El 18 de julio de 1997, fue nombrado Ministro de Defensa, permaneció en el cargo hasta el 20 de agosto de 1998.
Tras su paso por los dos ministerios pasa a ser comandante general del Ejército y jefe del Comando Conjunto de las Fuerzas Armadas.
En agosto de 1999, fue nombrado ministro del Interior por segunda vez y estuvo al frente de esta cartera hasta el 28 de julio de 2000; fecha del inicio del tercer gobierno de Fujimori. Durante esta gestión suscribió el controvertido decreto supremo que reglamentaba la Ley de Nacionalidad, que luego le valió acusaciones constitucionales.
Saucedo Sánchez fue condenado por aprovechar su alto cargo para enriquecerse ilícitamente con la colaboración de sus familiares más cercanos, y del exasesor Vladimiro Montesinos. En diciembre de 2012 también fue condenado a cinco años de prisión por la compra irregular de aviones MiG-29 a Bielorrusia. Salió de prisión en agosto de 2013.